# Jones (Isabela)
Jones (Filipino: Bayan ng Jones) ist eine philippinische Stadtgemeinde in der Provinz Isabela, Verwaltungsregion II, Cagayan Valley. Sie hat 45.666 Einwohner (Zensus 1. August 2015), die in 42 Barangays lebten. Sie wird als Gemeinde der ersten Einkommensklasse auf den Philippinen und als teilweise urbanisiert eingestuft.  
Jones liegt im Süden der Provinz, das Gemeindezentrum liegt im Tal des Cagayan. Sie liegt 354 km nördlich von Manila und ist über den Marhalika Highway erreichbar. Ihre Nachbargemeinden sind Echague im Norden, San Agustin im Süden,  Aglipay im Westen. 

## Baranggays
| - Abulan - Addalam - Arubub - Bannawag - Bantay - Barangay I - Barangay II - Barangcuag - Dalibubon - Daligan - Diarao - Dibuluan - Dicamay I - Dicamay II | - Dipangit - Disimpit - Divinan - Dumawing - Fugu - Lacab - Linamanan - Linomot - Malannit - Minuri - Namnama - Napaliong - Palagao - Papan Este | - Papan Weste - Payac - Pongpongan - San Antonio - San Isidro - San Jose - San Roque - San Sebastian - San Vicente - Santa Isabel - Santo Domingo - Tupax - Usol - Villa Bello |

## Persönlichkeiten
- Angelita Castro-Kelly (1942–2015), Physikerin